# Adam Federici
Adam Federici, teljes nevén Adam Jay Gogic Federici (Nowra, 1985. január 31. –) ausztrál labdarúgó, jelenleg a Macarthur kapusa.

## Pályafutása

### Klubcsapatokban
Federici otthon, Ausztráliában kezdett futballozni. Első komolyabb klubja az Australian Institute for Sport volt, majd tizenhét évesen Angliába költözött.
Első felnőtt klubja a Wolverhampton volt, majd ezt követően egy évre Olaszországba, az alsóbb osztályú Torreshez igazolt.
2005-ben a Reading játékosa lett, azonban a klub rögtön kölcsön is adta őt előbb a Maidenheadnek, aztán a Northwoodnak, majd a Carshaltonnak. Bár 2006-ban visszatért a Readinghez, játéklehetőséget még mindig csak elvétve kapott. 2006 nyarán, egy Bromley elleni felkészülési meccsen megszerezte pályafutása első gólját. Ekkor a csapatban alig akadtak bevethető játékosok, így Federici ezen az összecsapáson csatárt kellett, hogy játsszon.
2007-ben szerződést hosszabbított a Readinggel. 2007 februárjában egy emlékezetes meccset játszott egymással az FA-kupában a Reading és a Manchester United. A párharc esélyese egyébként is a manchesteri csapat lett volna, azonban még tovább rontotta a hazai pályán játszó Reading esélyeit, hogy több játékosuk sérült volt akkortájt. Ennek fényében volt különösen meglepő az 1–1-es végeredmény. A találkozó során Federici több nagy bravúrt is bemutatott, így a kupa ötödik körének legjobb játékosának választották. Az újrajátszás már nem alakult ilyen jól, ugyanis Federici hat perc alatt három gólt kapott.
Első bajnokiját áprilisban, a Tottenham ellen játszotta. Itt a félidőben lépett pályára, a csípősérülést szenvedett Marcus Hahnemann helyén. Nem sokkal később a Blackburn ellen is a szünetben kellett beállnia, Hahnemann ekkor kézsérülése miatt nem tudta folytatni.
Federici 2008-ban egy hónapra a Southendhez került kölcsönbe. Első meccsét rögtön szerződtetése másnapján, a Leyton Orient ellen játszotta, és végül 3–0-s győzelemnek örülhetett. A kölcsönszerződést végül még egy hónappal meghosszabbították, így Federici végül tíz meccsen szerepelt Southend-mezben.
2008-ban, visszatérése után ismét szerződést hosszabbított, ez már 2011-ig kötötte a Readinghez. Decemberben Hahnemann súlyos sérülést szenvedett, így hosszabb időre Federici lett a klub első számú kapusa. Bemutatkozására kezdőként tehát egészen Hahnemann sérüléséig kellett várnia, de nem vallott kudarcot, ugyanis Steve Coppell menedzser nagyon elégedett volt a teljesítményével. December 26-án immár tétmeccsen is gólt szerzett: a Cardiff ellen a 96. percben egy kipattanót vágott a hálóba egy szöglet utáni kavarodást követően.
Mivel Hahnemann 2009-ben távozott, ekkortól kezdve Federici kapta meg az 1-es mezszámot, és ő lett a klub vitathatatlanul első számú kapusa. Saját elmondása szerint ebben a szezonban mutatta be legszebb védéseit, a Swansea ellen megfogott egy tizenegyest, valamint két, közvetlen közelről leadott lövést is.
Federici kulcsszerepet vállalt a Reading kupamenetelésében 2015-ben. A csapat egészen az elődöntőig menetelt, erre a klub történetében legutóbb 1927-ben volt példa. Bár az elődöntőben az ő hibája miatt jutott tovább az Arsenal, Alexis Sánchez hosszabbításban szerzett góljával, Steve Clarke megvédte őt, mondván még idáig se jutottak volna el nélküle.
2015 májusában, szerződése lejártával a Bournemouthhoz igazolt.
2020 júliusában szerződtette a Macarthur csapata.

### A válogatottban
Federici játszott az U20-as válogatottal a 2005-ös ifjúsági vb-n.
2007-ben már a felnőttcsapattal készülhetett.
A 2010-es világbajnokság előtt, Új-Zéland ellen pályafutása során először léphetett pályára a nemzeti csapatban, majd a vb-re utazó keretbe is bekerült Mark Schwarzer helyetteseként.
Származása miatt megvolt arra is a lehetősége, hogy az olasz válogatottban szerepeljen.